# アドルフ・ゴールドシュミット
アドルフ・ゴールドシュミット（Adolphe Benedict Hayum Goldschmidt、1838年?月?日-1918年4月6日）は、ユダヤ人の銀行家、投資家であり、ゴールドシュミット・ファミリー・バンクの共同相続人であった。
父は、ベネディクト・ハイム・サロモン・ゴールドシュミットで、トスカーナ大公の領事であり、銀行家であった。
父親の死後、ヨーロッパで最も裕福なファミリーであった彼と兄のマクシミリアンは、1893年に銀行を閉じて、フランクフルトを離れることを決意した。
後にミンナ・ロスチャイルドと結婚してマクシミリアン・フォン・ゴールドシュミット・ロスチャイルドとなる兄のマクシミリアンはベルリンに移り、アドルフは最初にパリに移って、それからロンドンに移り、メイフェアで豪邸を購入した。
彼はまた、サフォークに2500エーカー（10平方キロメートル）の国が所有していた土地を買った。
アドルフと彼の妻は美術品のコレクターになり、彼らは、ルイ15世とルイ16世の家具など多くの高価な作品を獲得した。
アドルフは銀行業に戻りたくはなかったが、ヘルバート・ワグ・アンド・カンパニーのパートナーとなり、債券にも投資した。
彼はまた、南アフリカの鉱山支配や、デビアスのダイヤモンドや石油ビジネスに興味を持ち、中央鉱業投資法人の持分を確保した。
アドルフは名前を " Goldsmith "（ゴールドスミス）と英語表記に改め、保守派政治家のフランク・ゴールドスミスの父であり、そして、怪物ジェームズ・ゴールドスミスの祖父であった。